# Grammatophyllum speciosum
Grammatophyllum speciosum là một loài thực vật có hoa trong họ Lan. Loài này được Blume mô tả khoa học đầu tiên năm 1825.

## Hình ảnh

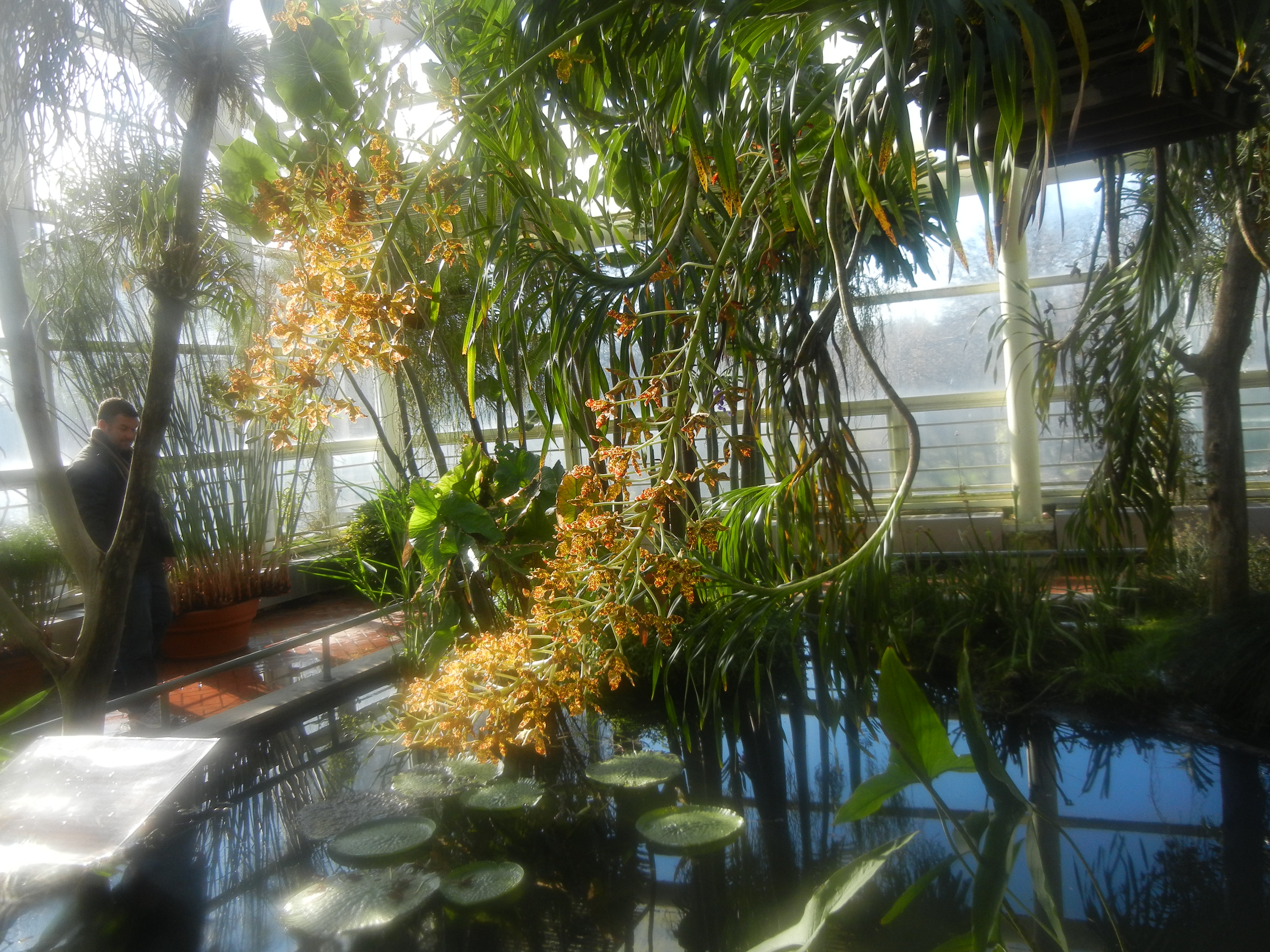
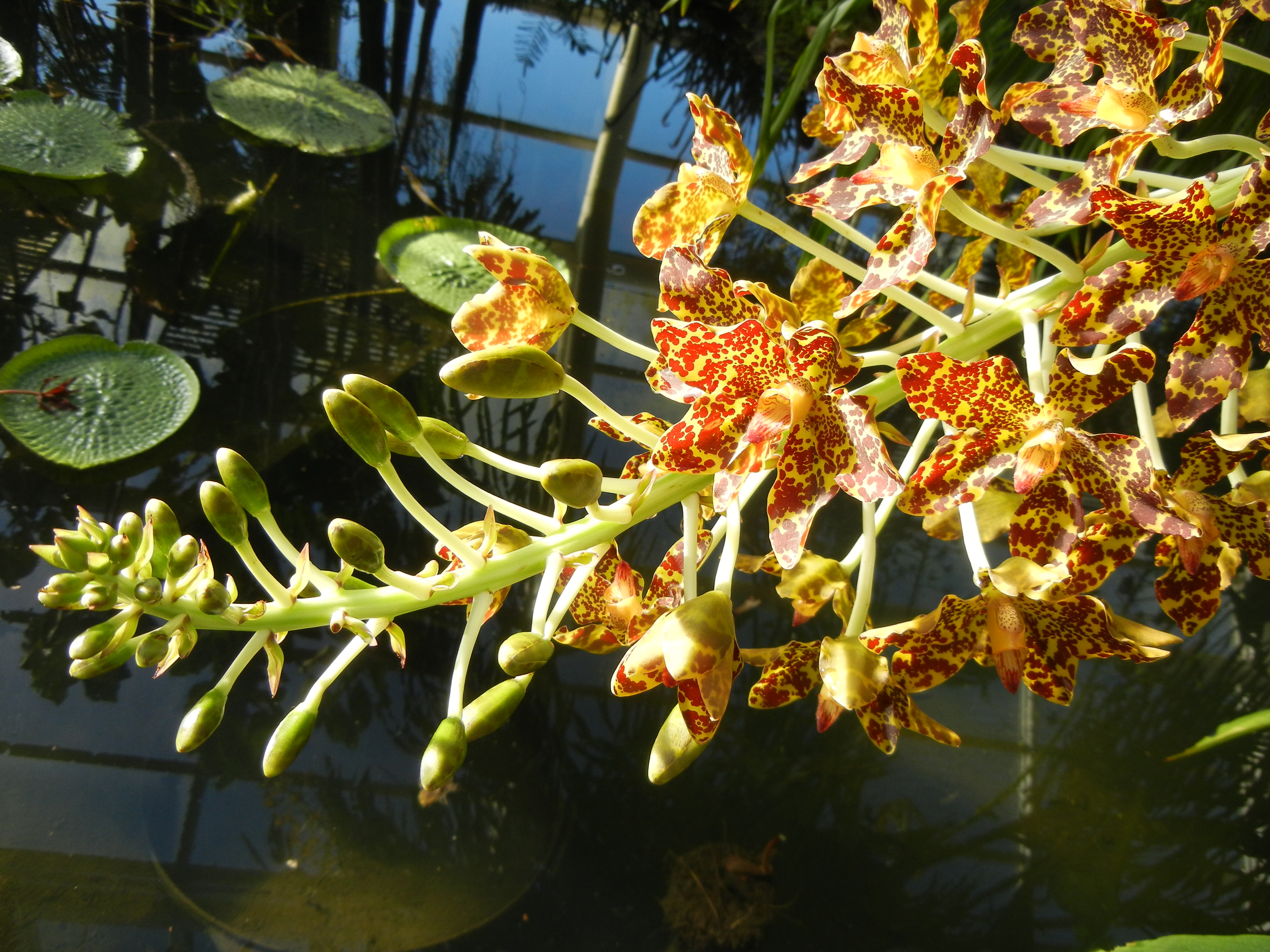
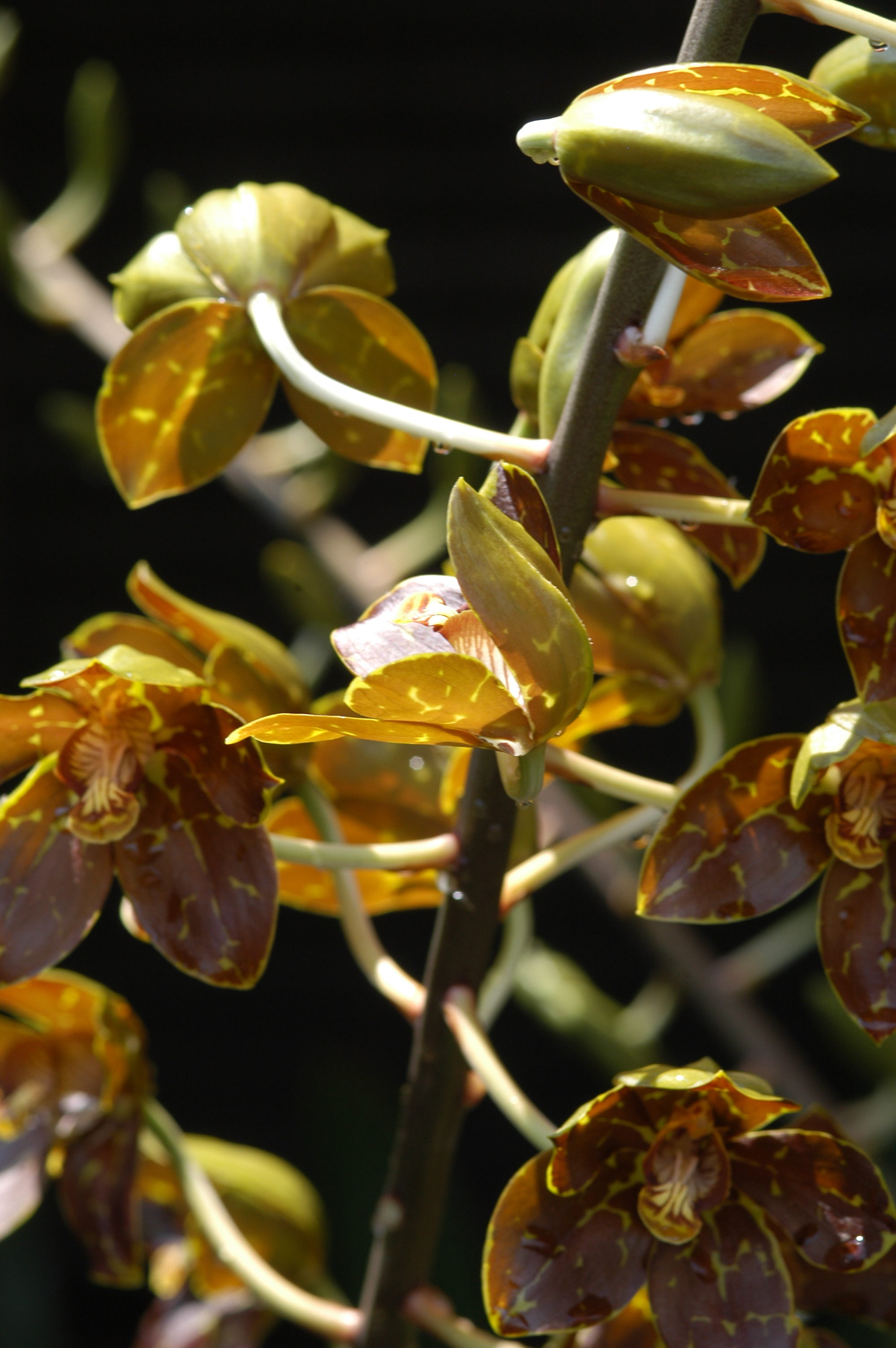
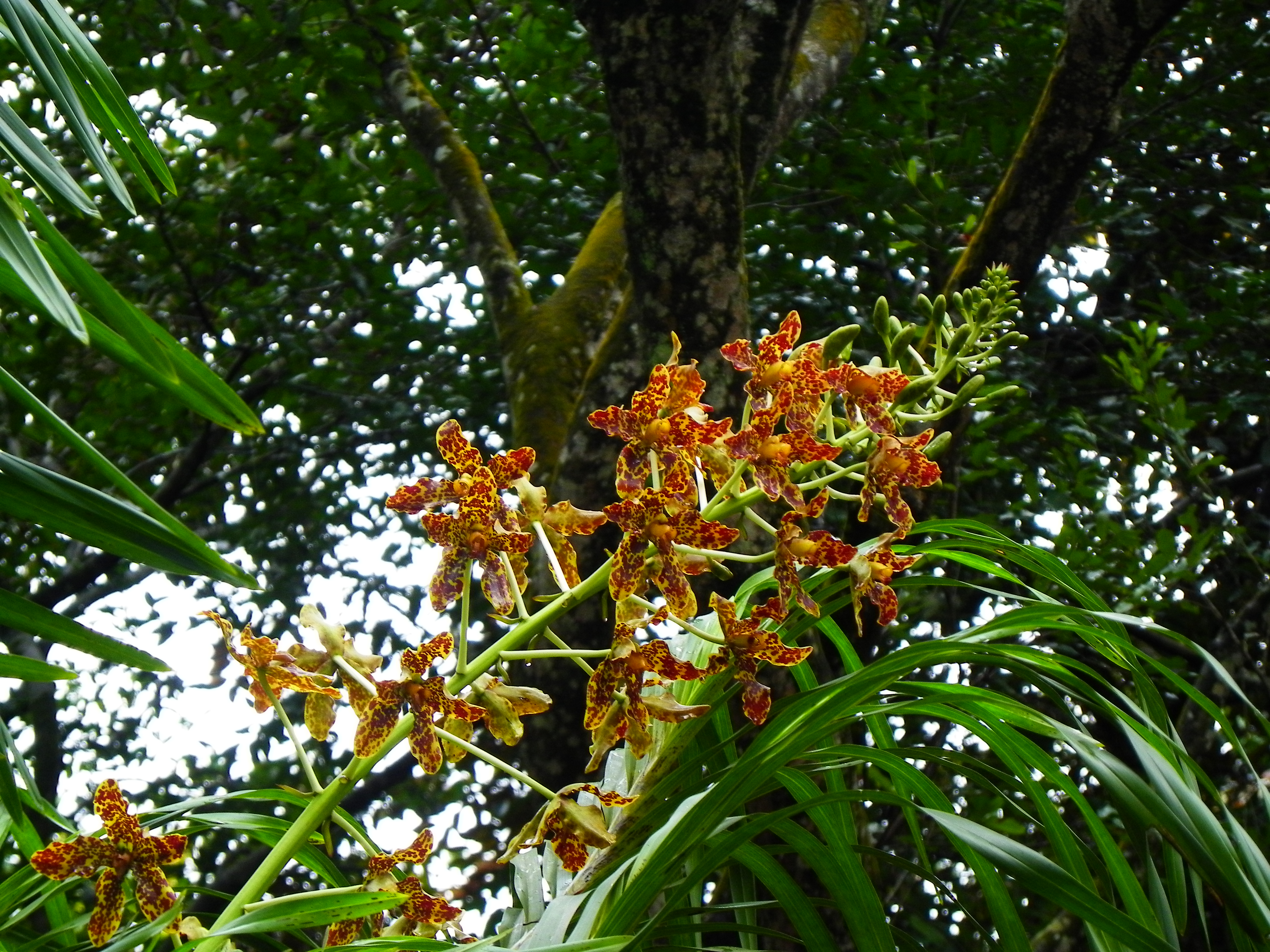